# Awaken (album NCT 127)
Awaken – pierwszy japoński album studyjny NCT 127 (drugi łącznie) – podgrupy południowokoreańskiego boysbandu NCT. Został wydany 17 kwietnia 2019 roku przez Avex Trax, i był drugą płytą zespołu wydaną na rynek japoński i pierwszym, na którym nie pojawił się Winwin, który miał przerwę z powodu udziału w promocji z zespołem WayV.
Album został wydany w czternastu edycjach. Osiągnął 4 pozycję w rankingu Oricon i pozostał na liście przez 15 tygodni, sprzedał się w nakładzie 54 771 egzemplarzy.

## Lista utworów
| CD  | CD                          | CD                                                | CD | CD                                      | CD      |
| Nr  | Tytuł utworu                | Tekst                                             | Kompozycja | Aranżacja                               | Długość |
| --- | --------------------------- | ------------------------------------------------- | --- | --------------------------------------- | ------- |
| 1.  | „Lips”                      | Akira, Mark, Taeyong                              | Andreas Öhrn, Didrik Thott, Sam Fishman | Andreas Öhrn, Didrik Thott, Sam Fishman | 3:06    |
| 2.  | „Wakey-Wakey”               | MEG.ME                                            | Andreas Öberg, Sebastian Thott, Deez | Sebastian Thott                         | 3:02    |
| 3.  | „Chain”                     | MEG.ME                                            | 250, Albin Nordqvist (Cosmic Music) | 250                                     | 3:42    |
| 4.  | „Regular” (English ver.)    | Wilbart "Vedo" McCoy III, Taeyong, Mark           | Mike Daley, Mitchell Owens, Wilbart "Vedo" McCoy III, George Kranz, Yoo Young-jin | Mike Daley, Mitchell Owens              | 3:40    |
| 5.  | „Touch” (Japanese ver.)     | MEG.ME, Jo Yoon-kyung, Kim Min-ji, Shin Jin-hye   | LDN Noise, Deez, Adrian McKinnon | LDN NoiseDeez                           | 3:10    |
| 6.  | „Blow My Mind”              | Junji Ishiwatari                                  | Jonny Shorr, David Amber, Will Jay | David Amber                             | 3:48    |
| 7.  | „Limitless” (Japanese ver.) | Kenzie, Sara Sakurai (T's Music)                  | Kenzie, Harvey Mason Jr., Patrick "J. Que" Smith, Kevin Randolph, Dewain Whitmore, Andrew Hey, Britt Burton                                                                           | Kenzie                                  | 4:08    |
| 8.  | „Long Slow Distance”        | Natsumi Kobayashi                                 | Lee Dae-hee (ZigZagNote), Moon Sang-sun, Sean Alexander (Avenue 52), Drew Ryan Scott                                                                                                  | Lee Dae-hee (ZigZagNote), Moon Sang-sun | 4:25    |
| 9.  | „Kitchen Beat”              | Ume                                               | Ronnie Icon, Jan Baars, Rajan Muse | Ronnie Icon, Jan Baars, Rajan Muse      | 3:29    |
| 10. | „Cherry Bomb” (Korean ver.) | Taeyong, Mark, Deepflow, Lim Jung-hyo, Oh Min-joo | Dem Jointz, Jennifer Decilveo, Deez, Jakob Mihoubi (Jay & Rudy), Rudi Daouk (Jay & Rudy), Michael Woods (Rice N' Peas), Kevin White (Rice N' Peas), Andrew Bazzi (Rice N' Peas), MZMC | Dem Jointz, Deez, Yoo Young-jin         | 3:56    |
| 11. | „Fire Truck” (Korean ver.)  | Taeyong, Mark, Jaehyun, Lee Seu-ran               | LDN Noise, Jeremy "Tay" Jasper, Ylva Dimberg (The Kennel) | LDN Noise                               | 2:58    |
| 12. | „End to Start”              | Amon Hayashi (Digz Inc.)                          | Jung Youth (DMP Group), Tony Esterly (DMP Group) | DMP Group                               | 3:30    |
|     |                             |                                                   | |                                         | 42:54   |